# Nagyszalatna megállóhely
Nagyszalatna megállóhely Nagyszalatnán, a Zólyomi járásban van, melyet a Železničná spoločnosť Slovensko a.s. üzemeltet.

## Vasútvonalak
Az állomást az alábbi vasútvonalak érintik:
- Zólyom–Kassa-vasútvonal

## Kapcsolódó állomások
A vasútállomáshoz az alábbi állomások vannak a legközelebb:
- Végles vasútállomás

## Története
1871-ben említik először.

## Forgalom
| Járat             | Útvonal | Gyakoriság |
| ----------------- | --- | ---------- |
| személyvonat (Os) | Zólyom-személyi – Zólyom-régi – Nagyszalatna – Végles – Pstruša - Dombszög - Gyetva - Krivány - Divényoroszi - Fűrész - Vámosfalva - Lónyabánya - Lónyabánya megállóhely - Patakalja - Losonctamási - Losonc                                                | Napi 3 pár |
| (Os) személyvonat | Zólyom-személyi – Zólyom-régi – Nagyszalatna – Végles – Pstruša - Dombszög - Gyetva - Krivány - Divényoroszi - Fűrész - Vámosfalva - Lónyabánya - Lónyabánya megállóhely - Patakalja - Losonctamási - Losonc – Ipolygalsa – Perse – Fülek-gyártelep – Fülek | Napi 9 pár |